# Alberto Chiarugi
Alberto Chiarugi (Firenze, 20 novembre 1901 – Firenze, 25 febbraio 1960) è stato un botanico italiano.

## Biografia

Decreto di nomina di Alberto Chiarugi a cavaliere dell'Ordine della Corona d'Italia (24/4/1939)

Figlio dell'anatomista Giulio e di Elena Lensi, Alberto si laureò in scienze naturali presso l'Università di Firenze nel 1924, per poi entrare come assistente presso l'Istituto botanico di Firenze, allora diretto da Enrico Carano. Con questo incarico, proseguì i suoi studi di embriologia vegetale, di genetica e di cariologia, ai quali unì crescenti interessi per la geobotanica e la floristica. Nel 1929, a soli 29 anni, poté così conseguire la cattedra di botanica presso l'Università di Pisa, proprio in virtù della sua già ricca attività scientifica: a quell'epoca aveva già pubblicato oltre trenta lavori, tra cui il fondamentale studio Il gametofito femmineo delle Angiosperme nei suoi vari tipi di costruzione e di sviluppo del 1927. Il legame con Carano rimarrà vivo fino alla morte di quest'ultimo.
Nel 1950 rientrò a Firenze, per ricoprire la medesima cattedra lasciata vacante dall'amico e maestro Giovanni Negri. Il decennio della direzione Chiarugi fu per l'Istituto di botanica fiorentino un periodo di particolare vivacità, che lo portò a raggiungere un ruolo di primo piano a livello nazionale. Negli anni fiorentini, oltre ad occuparsi attivamente dei problemi di politica universitaria, Chiarugi poté approfondire i suoi studi di embriologia, cariologia, citotassonomia, fitogeografia e paleobotanica, dando vita ad una ricca attività editoriale.
Fu nominato cavaliere dell'Ordine della Corona d'Italia dal ministro Bottai nel 1939.
Autore di oltre 170 lavori, tra cui collaborazioni alla Enciclopedia italiana, Chiarugi fu anche attivissimo organizzatore di cultura: fu infatti socio dell'Accademia dei Lincei fin dal 1947, presidente della Società toscana di scienze naturali dal 1945 al 1950, nonché presidente della Società italiana di antropologia ed etnologia e dell'Istituto italiano di preistoria e protostoria. Segretario della Società botanica italiana dal 1930 alla morte nel 1960, fu il fondatore e il primo direttore del Centro di studi per la citologia vegetale del CNR e della Fondazione Parlatore per lo studio della flora e della vegetazione.
Nel 1949 fondò la rivista Caryologia pubblicata allora dall'Università di Firenze, ma poi, dal 2012, da Taylor & Francis.
Morì a Firenze il 25 febbraio 1960.

## Archivio e biblioteca
Le carte di Alberto Chiarugi sono conservate in parte presso la Biblioteca di biologia generale dell'Università degli studi di Firenze, in parte presso la biblioteca del Museo Galileo, che raccoglie una sezione del carteggio, ma anche appunti, minute autografe e bozze di stampa inerenti all'attività scientifica dell'autore.
Assieme alle carte, il figlio Giulio ha depositato presso il Museo Galileo anche la biblioteca che raccoglie i libri del padre e del nonno e che è quindi incentrata sull'anatomia, la medicina e la botanica, in un fondo librario di circa 380 pezzi, di cui una quarantina sono miscellanee ed estratti.